# Isearch
Isearch — це вільне програмне забезпечення для текстового пошуку, розроблене в 1994 в Clearinghouse для Networked Information Discovery and Retrieval (CNIDR), на кошти, виділені національним науковим фондом (США).
Є одним з найвідоміших проєктів, де, в наші дні, використовується його перероблена версія є Open Directory Project.